# Beker van Ghana
De Beker van Ghana (FA Cup) is het nationale voetbalbekertoernooi in Ghana dat door de Ghana Football Association wordt georganiseerd. Zoals de meeste bekertoernooien volgens een knock-outsysteem wordt gespeeld.

## Finales
De bekercompetitie van 1958 werd als de Aspro Cup gespeeld.
| Jaar                                                                | Winnaar                       | Uitslag        | Finalist                     |
| ------------------------------------------------------------------- | ----------------------------- | -------------- | ---------------------------- |
| 1958                                                                | Asante Kotoko                 | 2-0            | Hearts of Oak                |
| 1959                                                                | Cornerstones                  |                | Great Ashantis (Kumasi)      |
| 1960                                                                | Asante Kotoko                 |                | Hearts of Oak                |
| 1961 geen bekercompetitie in verband met wijziging competitie opzet |                               |                |                              |
| 1962                                                                | Real Republicans              |                | Asante Kotoko                |
| 1963                                                                | Real Republicans              |                | Cornerstones                 |
| 1964                                                                | Real Republicans              |                | Great Ashantis               |
| 1965                                                                | Cornerstones Real Republicans | gedeelde titel | gedeelde titel               |
| 1966 bekercompetitie niet voltooid                                  |                               |                |                              |
| 1967 geen bekercompetitie                                           |                               |                |                              |
| 1968                                                                | Mysterious Dwarfs             |                | Mighty Eagles (Ho)           |
| 1969-1970 geen bekercompetitie                                      |                               |                |                              |
| 1971 bekercompetitie niet voltooid                                  |                               |                |                              |
| 1972 geen bekercompetitie                                           |                               |                |                              |
| 1973                                                                | Hearts of Oak                 |                | Akotex (Akosombo)            |
| 1974                                                                | Hearts of Oak                 |                | All Blacks (Swedru)          |
| 1975                                                                | Great Olympics                |                | Brong-Ahofu United (Sunyani) |
| 1976                                                                | Asante Kotoko                 |                | Eleven Wise                  |
| 1977 geen bekercompetitie                                           |                               |                |                              |
| 1978                                                                | Asante Kotoko                 |                | Gold Stars (Tarkwa)          |
| 1979                                                                | Hearts of Oak                 |                | Eleven Wise                  |
| 1980 geen bekercompetitie                                           |                               |                |                              |
| 1981                                                                | Hearts of Oak                 |                | Real Tamale United (Tamale)  |
| 1982                                                                | Eleven Wise                   |                | Hasaacas                     |

| Jaar                           | Winnaar         | Uitslag      | Finalist                 |
| ------------------------------ | --------------- | ------------ | ------------------------ |
| 1983                           | Great Olympics  |              | Bafoakwa Tano (Sunyani)  |
| 1984                           | Asante Kotoko   | 1-0          | Goldfields               |
| 1985                           | Hasaacas        | 2-0          | Asante Kotoko            |
| 1986                           | Okwahu United   |              | Real Tamale United       |
| 1987 geen bekercompetitie      |                 |              |                          |
| 1988 geen bekercompetitie      |                 |              |                          |
| 1989                           | Hearts of Oak   | 1-1 ns (4-1) | Cornerstones             |
| 1990                           | Asante Kotoko   | 4-2          | Hearts of Oak            |
| 1991 geen bekercompetitie      |                 |              |                          |
| 1992                           | Voradep         | 2-2 ns (3-2) | Neoplan Stars (Kumasi)   |
| 1993                           | Goldfields      | 4-3          | Mysterious Dwarfs        |
| 1994                           | Hearts of Oak   | 2-1          | Mysterious Dwarfs        |
| 1995                           | Great Olympics  |              | Hearts of Oak            |
| 1996                           | Hearts of Oak   | 1-0          | Ghapoha                  |
| 1997                           | Ghapoha         | 1-0          | Okwahu United            |
| 1998                           | Asante Kotoko   | 1-0          | Real Tamale United       |
| 1999                           | Hearts of Oak   | 3-1          | Great Olympics           |
| 2000                           | Hearts of Oak   | 2-0          | Okwahu United            |
| 2001                           | Asante Kotoko   | 1-0 nv       | King Faisal (Kumasi)     |
| 2002-2010 geen bekercompetitie |                 |              |                          |
| 2011                           | Nania FC        | 1-0 nv       | Asante Kotoko            |
| 2012                           | New Edubiase FC | 1-0          | Ashanti Gold SC (Obuasi) |
| 2013                           | Medeama SC      | 1-0          | Asante Kotoko            |

### Prestaties per club
| Aantal | Club             | Plaats |   | Aantal            | Club         | Plaats |
| ------ | ---------------- | ------ | - | ----------------- | ------------ | ------ |
| 9      | Hearts of Oak    | Accra  | 1 | Mysterious Dwarfs | Cape Coast   |        |
| 8      | Asante Kotoko    | Kumasi | 1 | Eleven Wise       | Sekondi      |        |
| 4      | Real Republicans | Accra  | 1 | Hasaacas          | Sekondi      |        |
| 3      | Great Olympics   | Accra  | 1 | Okwahu United     | Nkawkaw      |        |
| 2      | Cornerstones     | Kumasi | 1 | Voradep           | Ho           |        |
|        |                  |        | 1 | Goldfields        | Obuasi       |        |
|        |                  |        | 1 | Ghapoha           | Tema         |        |
|        |                  |        | 1 | Nania FC          | Legon        |        |
|        |                  |        | 1 | New Edubiase FC   | New Edubiase |        |
|        |                  |        | 1 | Medeama SC        | Tarkwa       |        |

Algerije ·
Angola ·
Benin ·
Botswana ·
Burkina Faso ·
Burundi ·
Centraal-Afrikaanse Republiek ·
Comoren ·
Congo-Brazzaville ·
Congo-Kinshasa ·
Djibouti ·
Egypte ·
Equatoriaal-Guinea ·
Ethiopië ·
Gabon ·
Gambia ·
Ghana ·
Guinee ·
Guinee-Bissau ·
Ivoorkust ·
Kameroen ·
Kenia ·
Lesotho ·
Liberia ·
Libië ·
Madagaskar ·
Mali ·
Marokko ·
Mauritanië ·
Mauritius ·
Mozambique ·
Namibië ·
Niger ·
Nigeria ·
Oeganda ·
Réunion ·
Rwanda ·
Sao Tomé en Principe ·
Senegal ·
Seychellen ·
Sierra Leone ·
Soedan ·
Somalië ·
Swaziland ·
Tanzania ·
Togo ·
Tsjaad ·
Tunesië ·
Zambia ·
Zimbabwe ·
Zuid-Afrika